# Бидгошчка епархия
Бидгошчката епархия (на полски: Diecezja bydgoska; на латински: Dioecesis Bydgostiensis) е административно-териториална единица на католическата църква в Полша, западен обред. Суфраганна епархия на Гнезненската митрополия. Установена е на 25 март 2004 с декрет на папа Йоан-Павел II. Заема площ от 5 200 км2 и има 583 088 верни. Седалище на епископа е град Бидгошч.

## Деканати
В състава на епархията влизат деветнадесет деканата.
| - Деканат Бяле Блота - Деканат Бидгошч I – Север - Деканат Бидгошч II – Център - Деканат Бидгошч III – Юг - Деканат Бидгошч IV – Вижини - Деканат Бидгошч V – Фордон - Деканат Бидгошч VI – Бартоджейе | - Деканат Кциня - Деканат Лабишин - Деканат Лобженица - Деканат Мроча - Деканат Накло - Деканат Ошелско - Деканат Крайенске | - Деканат Шубин - Деканат Вижик - Деканат Висока - Деканат Злотов I - Деканат Злотов II |